# Джек Стівенс
Джек Сті́венс (англ. Jack Stephens, нар. 27 січня 1994, Торпойнт, Англія) — англійський футболіст, центральний захисник клубу «Саутгемптон».

## Ігрова кар'єра

### Клубна
У 2005 році у віці 11 років Стівенс почав займатися футболом у клубній академії «Плімут Аргайл». З 2010 року футболіст почав тренуватися з першою командою клубу. 18 вересня 2010 року Джек провів першу гру в основі команди. Може зіграти як у центрі захисту, так і на правому фланзі.

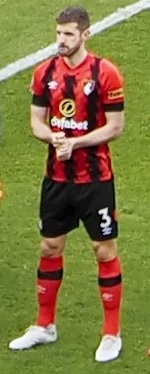
Джек Стівенс у складі «Борнмута»

В квітні 2011 року Стівенс перейшов до клубу Прем'єр-ліги «Саутгемптон», з яким підписав трирічний контракт. Першу гру в складі «святих» Стівенс провів лише 7 січня 2012 року в кубковому матчі проти «Ковентрі Сіті». Сезон 2012/13 «Саутгемптон» почав у Прем'єр-лізі і Стівенс був одним з чотирьох вихованців клубної академії, хто потрапив до заявки на матчі АПЛ. 2 січня 2017 року у матчі проти «Евертона» Стівенс дебютував у Прем'єр-лізі.
У березні 2014 року Стівенса відправили в оренду до клубу Першої ліги «Свіндон Таун». 1 вересня того року орендний договір продовжили й футболіст грав у складі «Свіндон Таун» ще до січня 2015 року.
Влітку 2015 року Джек Стівенс продовжив контракт з «Саутгемптоном» до літа 2019 року, а сам відправився в річну оренду до клубу Чемпіонщипа «Мідлсбро». Але в оренді футболіст провів лише одну гру і в січні 2016 року керівництво «Саутгемптона» відкликало орендний договір. А вже 1 лютого 2016 року Стівенс відправився в оренду до кінця сезону в клуб «Ковентрі Сіті».
У вересні 2021 року Стівенс травмував коліно й вибув із гри на кілька місяців. Для подальшого набору ігрової практики сезон 2022/23 футболіст провів у оренді в клубі «Борнмут».

### Збірна

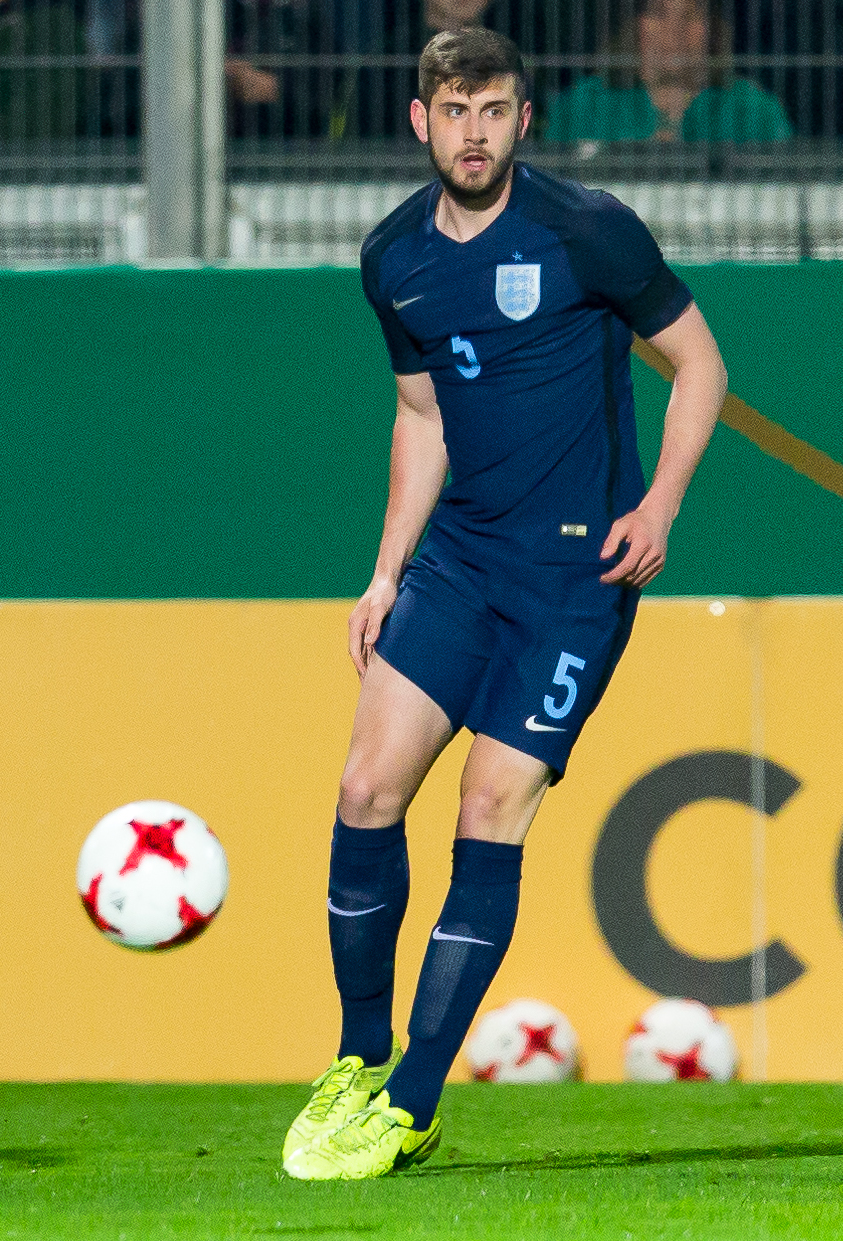
Джек Стівенс у складі молодіжної збірної Англії

З 2012 року Джек Стівенс виступав за юнацькі збірні Англії.
Також у період з 2015 по 2017 року футболіст зіграв вісім матчів у складі молодіжної збірної Англії, де забив один гол.

## Досягнення
Саутгемптон
- Фіналіст Кубка ліги: 2016/17[14]